# .мкд

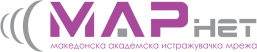
Македонська Академічна дослідницька мережа

.мкд (Punycode .xn--d1alf) — це інтернет-код країни, домен верхнього рівня (ccTLD) для Македонії. Він управляється Македонською Академічною дослідницькою мережею (MARnet). У листопаді 2012 року, MARnet анонсувала, що відомство планує ввести національний кириличний домен. Окрім того, агентство розпочало процес збирання пропозицій від громадян Македонії про форму домену, який буде застосовано для офіційної реєстрації. Кампанія стартувала 19 листопада 2012 року і завершилася 3 грудня того ж року. Кириличний домен повинен містити літери назви країни. Третього грудня MarNet обрала шість пропозицій (.мкд, .мак, .македонија, .рмкд, .рм і .рмак). У другому етапі македонські громадяни проголосували за остаточний македонський кириличний домен. Пропозицію-переможця було офіційно оголошено в січні 2013 року.

### Остаточні результати
У заключному етапі вибору національного кириличного домену брало участь шість доменів. У період голосування були зареєстровані 2,288 голосів, остаточні результати були оголошені на офіційному сайті MARnet.
| Кириличний домен | голосів | %  |
| ---------------- | ------- | -- |
| .мкд             | 1,670   | 73 |
| .мак             | 324     | 14 |
| .рм              | 155     | 7  |
| .македонија      | 122     | 5  |
| .рмкд            | 10      | 0  |
| .рмак            | 7       | 0  |

Кириличний домен .мкд був офіційно затверджений і зареєстрований 20 березня 2014 року.